# Zelotes longinquus
Zelotes longinquus este o specie de păianjeni din genul Zelotes, familia Gnaphosidae. A fost descrisă pentru prima dată de L. Koch, 1866.
Este endemică în Algeria. Conform Catalogue of Life specia Zelotes longinquus nu are subspecii cunoscute.